# Eucampima
Eucampima là một chi bướm đêm thuộc họ Erebidae.